# Meyana Mesagne
La Polisportiva Meyana Mesagne è la principale società di pallacanestro femminile di Mesagne.
Al termine della stagione 2006-2007, è retrocessa in Serie B1 dopo aver perso tutte le partite.

## Cestiste
- 2006-2007: Federica Presta, Flavia Carluccio, Laura De Marco, Federica Caputi, Ilaria Rossetti, Luigina Rizzo, Marina Belfiore, Maria Rita Salamina, Francesca Salamina, Francesca Tortorella, Silvia Magrone, Alessandra Salamina, Erica Perrotta, Silvia Vidali. Allenatore: Antonio Scoditti.